# Premochtherus aquitanus
Premochtherus aquitanus là một loài ruồi trong họ Asilidae. Premochtherus aquitanus được Tsacas miêu tả năm 1964. Loài này phân bố ở vùng Cổ Bắc giới.